# Sancha de Aragón (1186-1241)
Sancha de Aragón (Zaragoza, ~1186 - ~1241) fue infanta de Aragón y condesa consorte de Tolosa (1222-1241).

## Biografía
Según la Gesta comitum barchinonensium [Gesta de los condes de Barcelona], Sancha era la tercera hija del rey de Aragón, Alfonso II (1157-1196), y de Sancha de Castilla (1154-1208). Según las Crónicas navarras y el Gesta comitum barcinonensium, era la nieta del rey Alfonso VII de León y de Riquilda de Polonia por parte de madre y del conde de Barcelona, Ramon Berenger IV, y de la reina Petronila de Aragón por parte de padre.
Según la Crónica de San Juan de la Peña, su hermano, el rey de Aragón, Pedro II, tras casar a sus otras dos hermanas, logró pactar el matrimonio entre su tercera (y la última) hermana, Sancha, con el heredero del condado de Tolosa, Raimundo VII de Tolosa, hijo del conde Raimundo VI de Tolosa, que estaba casado desde 1203 con la otra hermana de Pedro II, Leonor de Aragón (1182-1226). 

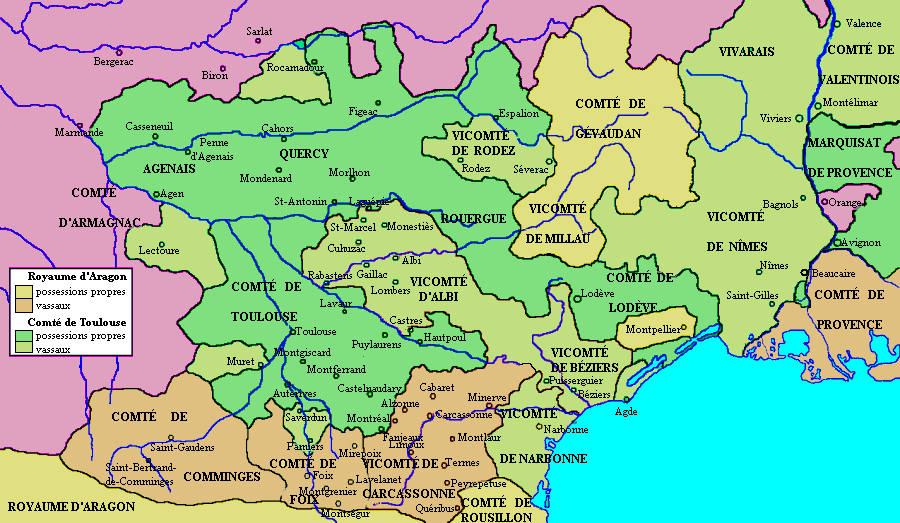
Occitania en 1209

Según la nota cxx de la Histoire Générale de Languedoc avec des Notes, vol. II [Historia general del Languedoc con notas], el compromiso de matrimonio —Raimundo VII tenía entonces unos seis años— había tenido lugar en 1203. El matrimonio se celebró en 1210, según describe la Chronique de Maître Guillaume de Puylaurens sur la guerre des Albigeois [Crónica del maestro Guillermo de Puylaurens sobre la guerra de los albigenses]. Con este matrimonio, Sancha también se convirtió en nuera de su hermana mayor, Leonor de Aragón. Este segundo matrimonio se pactó para reforzar las relaciones y la alianza militar, para hacer frente a la cruzada albigense predicada por el papa Inocencio III contra Raimundo VII.
El 13 de noviembre de 1218, Sancha, según la Histoire Générale de Languedoc avec des Notes, vol. V, en nombre de su suegro Raimundo VI, confirmó sus privilegios a la ciudad de Nimes.
El 1222, a la muerte de su suegro, Raimundo VI, su marido le sucedió como Raimundo VII (con los títulos de conde de Tolosa, duque de Narbona y marqués de Provenza) y continuó luchando contra los soldados de la cruzada albigense, junto con su aliado, el conde de Foix, Roger Bernardo II, finalizando prácticamente la guerra con la derrota de los cruzados.
Después de dos años de relativa paz y después de los grandes concilios de París y de Bourges, el nuevo rey de Francia, Luis VIII, obtuvo la excomunión del nuevo conde, Raimundo VII, e inició de nuevo la cruzada en 1226, declarando que todas las tierras conquistadas a los herejes pertenecían por derecho a la corona de Francia y organizó el Languedoc como un dominio de Francia.
Sin embargo, los frutos de la guerra fueron para Luis IX, que sucedió a su padre en 1226. En 1228 hubo otro asedio a Tolosa, que acabó con la captura de la ciudad y la destrucción de sus fortificaciones.
En 1229 los principales antagonistas llegaron a un compromiso. Sancha sería privada de los territorios del ducado de Narbona, del vizcondado de Nimes y de los territorios que Raimundo VII tuvo que librar definitivamente a la iglesia en 1215 (Aviñón y el condado Venaissin), que pasarían a manos del conde Raimundo VII, como vasallo de Francia, si aceptaba el compromiso de casar su única heredera, Juana I de Tolosa, con el hermano del rey Luis IX, Alfonso de Poitiers. El matrimonio entre Juana y Alfonso, según la Chronique de Guillaume de Nangis, se celebró en 1241.
En 1241, Raimundo VII se divorció de Sancha, puesto que no había conseguido darle más herederos —Sancha tenía entonces 55 años— y también porque la alianza entre Tolosa y Aragón ya no era necesaria para Raimundo. Raimundo se comprometió en 1241 (el contrato de compromiso según el Spiciliegium vol. III, pág. 621, fue elaborado el 11 de agosto de 1241) con Sancha de Provenza, hija tercera del conde de Provenza y conde de Forcalquier, Raimundo Berenger IV (1198 - 1245).
No se conoce la fecha exacta de la muerte de Sancha, que se produjo pocos meses después del divorcio.

## Hijos
Sancha y Raimundo VII de Tolosa tuvieron solo una hija:
- Juana I de Tolosa (1220-1271), condesa de Tolosa y marquesa de Provenza, que se casó en 1241 con el conde Alfonso de Poitiers (1220-1271), hermano del rey Luis IX de Francia.[11]